# Streets of Rage (filme)
Streets of Rage é um filme americano de 1994 sobre crime de ação e romance dirigido por Richard Elfman (creditado como Aristide Sumatra) e co-escrito por Elfman e Mimi Lesseos, baseado em uma história de Lesseos. O filme é estrelado por Lesseos e Oliver Page.

## Premissa
Uma repórter de Los Angeles que é ex-Comando das Forças Especiais investiga uma rede de prostituição infantil.

## Elenco
- Mimi Lesseos como Melody Sails
- Oliver Page como Lunar
- Christopher Cass como Ryan McCain
- Ira Gold como Steven
- Juli James como Candy
- Gokor Chivichyan como Gokor
- James Michael White como Nick
- Tony Gibson como Harrison
- Lee Wessof como Max
- Shenin Siapinski como Flash
- Thyra Metz como Billie
- Darline Harris como Josie
- Carl Irwin como Butler

## Recepção
A Entertainment Weekly deu ao filme uma nota "C", dizendo que a atuação de Oliver Page do antagonista era "pure textbook", mas creditando Lesseos como "the sexiest head-butter in B movies".